# Cymbidium madidum

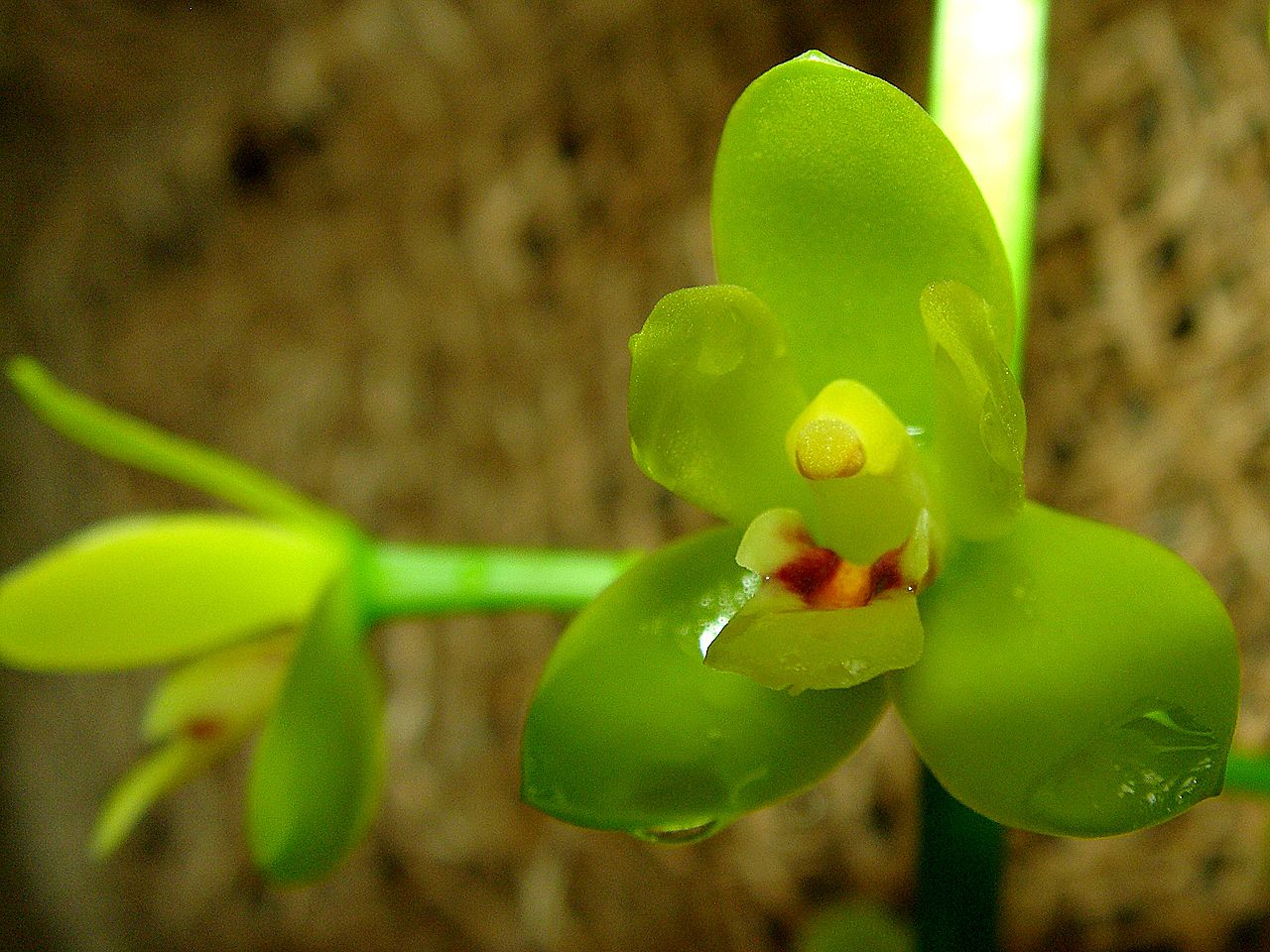
Flor

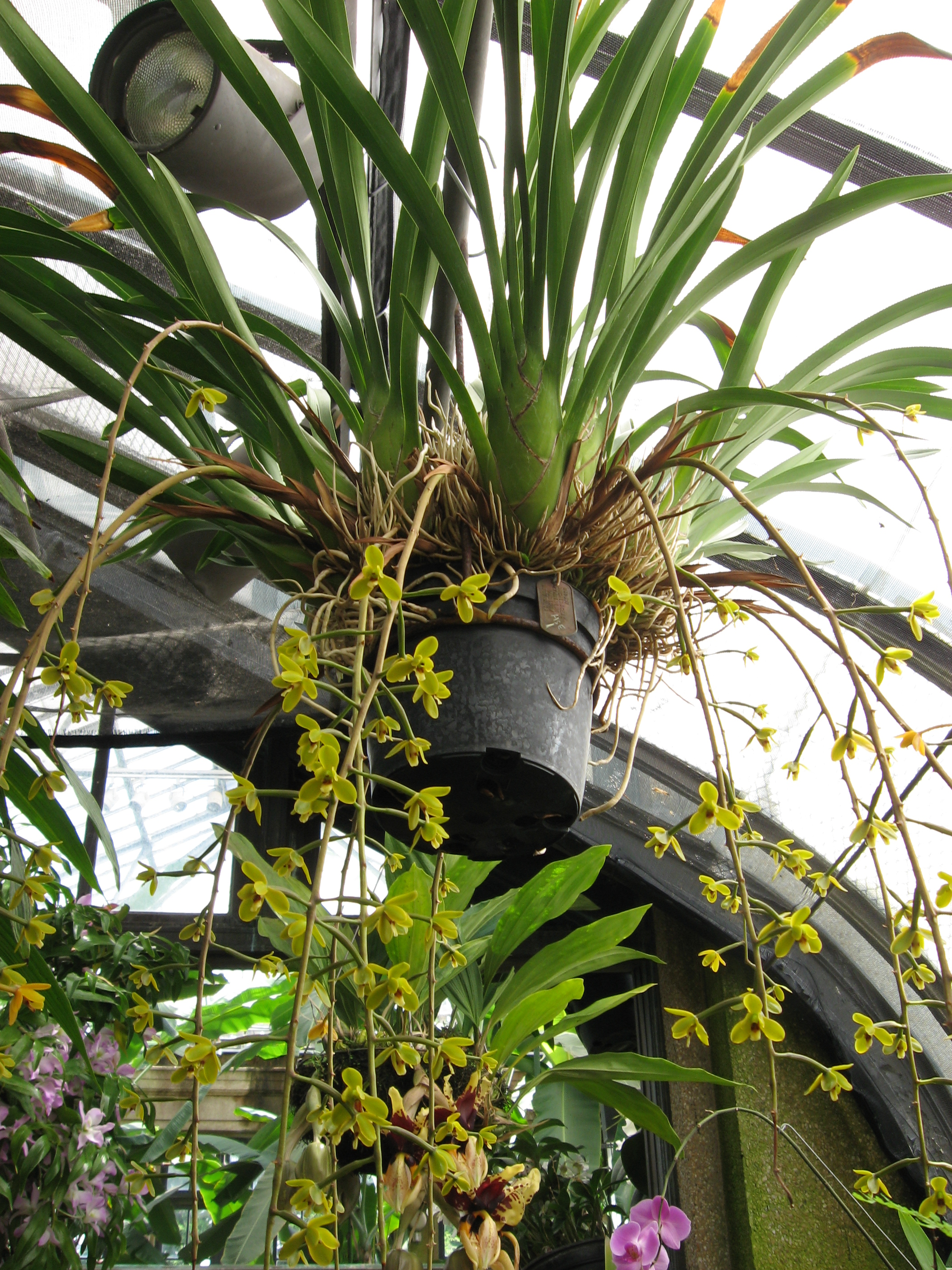
Vista de la planta

Cymbidium madidum es una especie de orquídea epífita que actúa como litófita  originaria de Australia.

## Descripción
Es una especie de orquídea de tamaño grande, que prefiere clima cálido a fresco , es epífita que actúa como litófita con pseudobulbo cónico ovoide con 10 hojas lineares, agudas, coriáceas, curvadas. Florece  a través de una inflorescencia basal, arqueada con pocas a muchas flores, de 30 a 60 cm de largo,  tiene las flores ligeramente fragantes y carnosas. La floración se produce en el verano y a fines de invierno.

## Distribución y hábitat
Es natural de Queensland a Nueva Gales del Sur. Esta especie  que rara vez crece en la corteza de los árboles,  se encuentra en los huecos de las ramas y pervive donde hay un montón de detritus que la selva ha acumulado, le gusta la sombra o en condiciones cercanas a las selvas tropicales hasta los 1200 metros de altitud.

## Taxonomía
Cymbidium madidum fue descrita por John Lindley   y publicado en Edwards's Botanical Register 26: Misc. 9. 1840.
Etimología
El nombre deriva de la palabra griega kumbos, que significa "agujero, cavidad".  Este se refiere a la forma de la base del labio. Según otros estudiosos derivaría del griego "Kimbe = barco" por la forma de barco que asume el labelo.
madidum: epíteto
Sinonimia
- Cymbidium queenianum Klinge 1899
- Cymbidium iridifolium A.Cunn. ex Lindl. (1839)
- Cymbidium albuciflorum F.Muell. (1859)
- Cymbidium leai Rendle (1898)
- Cymbidium queeneanum Klinge (1900)
- Cymbidium leroyi St.Cloud (1955)
- Cymbidium madidum var. leroyi (St.Cloud) Menninger (1961)[1][3][4]

## Nombre común
- Castellano: Orquídea copa de mantequilla.